# Georgetown (Texas)
Georgetown je město nacházející se v okresu Williamson County ve státě Texas ve Spojených státech amerických. Je zároveň správním městem tohoto okresu. Nachází se 48 kilometrů severně od Austinu, hlavního města Texasu. Ještě v roce 2020 čítala populace města dle oficiálního sčítání lidu 67 176 obyvatel, počet obyvatel města nicméně od té doby strmě narostl. V roce 2023 byl Georgetown 44. největším městem v Texasu a 352. největším městem ve Spojených státech. Nachází se v oblasti Centrálního Texasu. 
K roku 2023 zde žilo 96 312 obyvatel. S celkovou rozlohou 157 km² byla hustota zalidnění 640 obyvatel na km². Založen byl v roce 1848, přičemž městem je Georgetown oficiálně od roku 1866. V letech 1923 až 1924 se ve městě odehrál soudní proces se členy organizace Ku-klux-klan. Městem protéká řeka San Gabriel, přičemž oblast, kde se město nachází, má vlhké subtropické podnebí. Ve městě se nachází řada budov s Viktoriánskou architekturou. 